# Twister (film)
Twister je americký katastrofický filmový thriller z roku 1996, který natočil Jan de Bont. Scénář je dílem Michaela Crichtona a Anne-Marie Martinové, jako poradci se na něm podíleli i Joss Whedon, Steven Zaillian a Jeff Nathanson.
Snímek měl premiéru 10. května 1996, v Česku byl v kinech promítán od 26. září 1996. Rozpočet filmu činil 92 milionů dolarů, celkové tržby dosáhly částky 494 milionů dolarů. Twister byl v roce 1997 nominován na Oscara v kategoriích Nejlepší vizuální efekty a Nejlepší zvuk.

## Děj
Vědecký tým Jo Hardingové zkoumá ničivá tornáda, přičemž ke skupině se náhodně přidá i její bývalý manžel Bill. Snahou týmu je dostat do samotného jádra tornáda elektronické senzory, za pomocí kterých by měli získávat více informací o tomto ničivém živlu a vytvořit tak lepší varovný systém.

## Obsazení
| Helen Hunt             | Jo Hardingová              |
| Bill Paxton            | Bill Harding               |
| Cary Elwes             | Jonas Miller               |
| Jami Gertz             | Melissa Reevesová          |
| Lois Smith             | teta Meg Greeneová         |
| Alan Ruck              | Robert „Rabbit“ Nurick     |
| Philip Seymour Hoffman | Dustin „Dusty“ Davis       |
| Jeremy Davies          | Brian Laurence             |
| Todd Field             | Tim „Beltzer“ Lewis        |
| Zach Grenier           | Eddie                      |
| Nicholas Sadler        | Kubrick                    |
| Abraham Benrubi        | Bubba                      |
| Jake Busey             | technik mobilní laboratoře |
| Scott Thomson          | Jason „Preacher“ Rowe      |